# Linguamyrmex
Linguamyrmex vladi
Genre
Espèce
Linguamyrmex est un genre éteint de fourmis (famille des formicidés), plus précisément de fourmis de l'enfer (tribu des Haidomyrmecini), dont la seule espèce actuellement connue est Linguamyrmex vladi. Elle provient de l'ambre de Birmanie, daté du début du Crétacé supérieur (Cénomanien).
Le genre et l'espèce sont décrits par Phillip Barden, Hollister W. Herhold & David Alan Grimaldi dans un article paru en 2017.

## Description
La tête de l'holotype mesure 1,86 millimètre de long.

## Paléoécologie
Linguamyrmex  n'est qu'un genre de fourmis parmi de plusieurs autres provenant de l'ambre de Birmanie : Burmomyrma, Camelomecia, Ceratomyrmex, Gerontoformica, Haidomyrmex, Myanmyrma et Zigrasimecia,